# Jobst von Landsberg zu Erwitte
Jobst II. von Landsberg (* um 1567; † 9. Juli 1622 in Dringenberg) aus dem Adelsgeschlecht der Herren von Landsberg, Herr zu Erwitte und Mark, war Landdrost  und hochrangiger Offizier im Dreißigjährigen Krieg.

## Leben
Seine Eltern waren Ludolf von Landsberg und Ursula von Hoerde. Sein Bruder Jobst Ludolf war mit Magdalena Dorothea von Wetterg verheiratet. Seine Schwester Anna Ursula (* 1598) war mit Westhoff von Brabeck verheiratet und die Mutter des Fürstbischofs Jobst Edmund von Brabeck. Margarethe (* 1610) war mit Johann Wilhelm von der Recke, Dorothea Otilia (* 1585) mit Johann Melchior von Meschede verheiratet.
Jobst heiratete Dorothea von Erwitte zu Welschenbeck. Sie war Erbtochter der Linie Erwitte zu Welschenbeck. Dadurch kamen diese Güter an die Familie Landsberg. Mit seiner Frau hatte er zehn Kinder. Darunter war auch Daniel Dietrich von Landsberg zu Erwitte. Landsberg war Landdrost, Kurkölner und fürstbischöflich Paderborner Rat. Er ließ um 1600 das frühbarocke Schloss Erwitte erbauen.
Als Oberst und Generalmajor diente er in bayerischen Diensten beziehungsweise im Dienst der katholischen Liga. Er befehligte 1620 während des Dreißigjährigen Krieges vor Nürnberg eine Truppe von 18 Fähnlein. Im Jahr 1622 befehligte er eine Truppe auf dem westfälischen Kriegsschauplatz, die die Besatzung der Stadt Warburg verstärkte.